# Downham Market
Downham Market è un paese di 6 730 abitanti della contea del Norfolk, in Inghilterra.